# Motore a pistoni opposti

Motore a pistoni opposti

Il motore a pistoni opposti, o motori OP o motore a pistoni contrapposti con flusso monodirezionale, è un motore alternativo a combustione interna, senza testata, ove i pistoni sono posti alle estremità di ogni cilindro. Questa famiglia di motori fa parte della più ampia famiglia dei motori a movimento alternativo.

## Storia

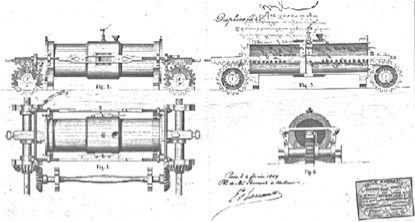
Brevetto B&M 1858

Animazione del motore differenziale Atkinson

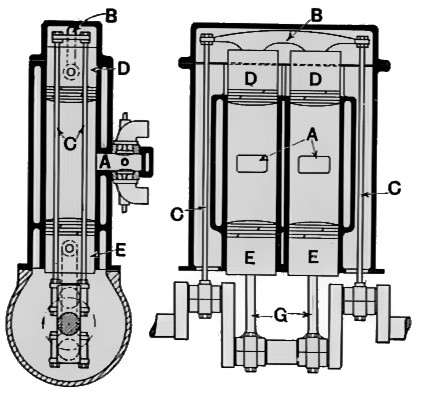
Motore Gobron

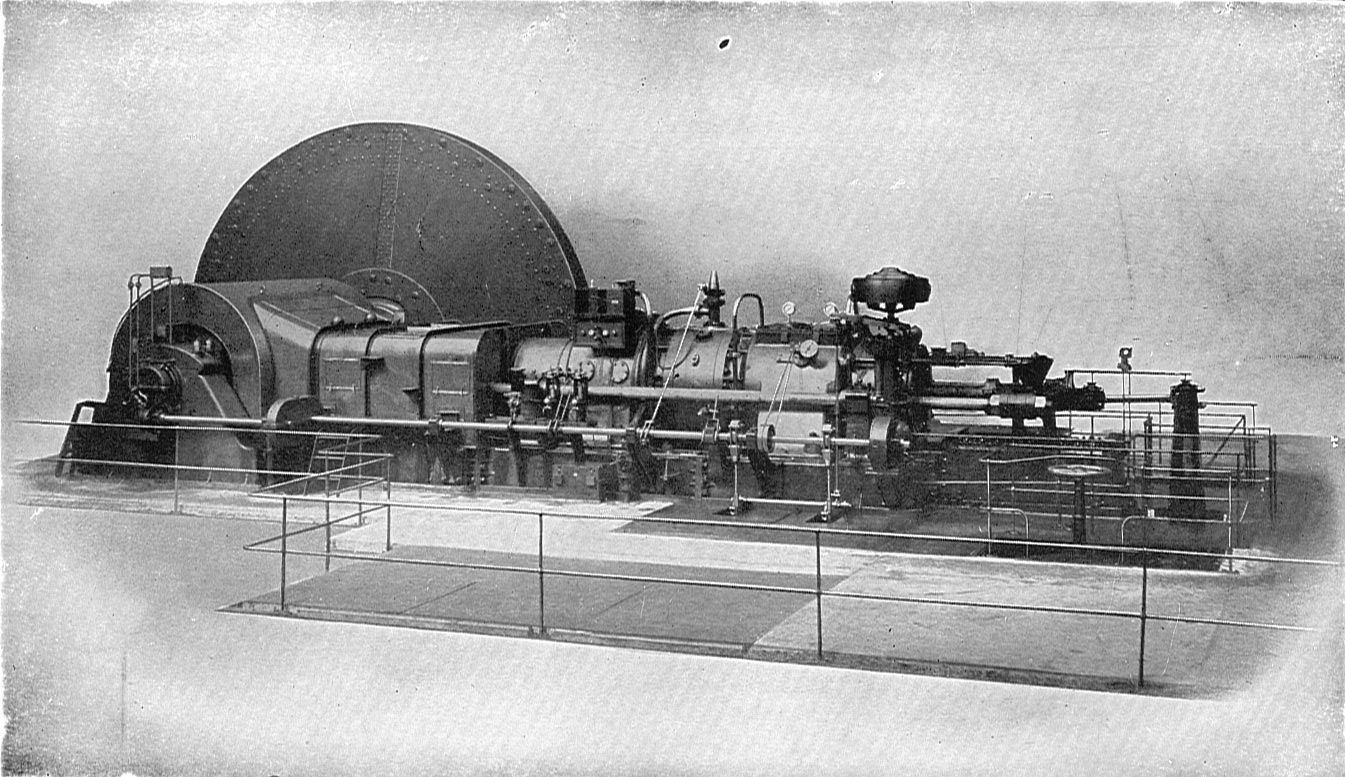
Motore Oechelhauser_prodotto dalla Beardmore di Glasgow

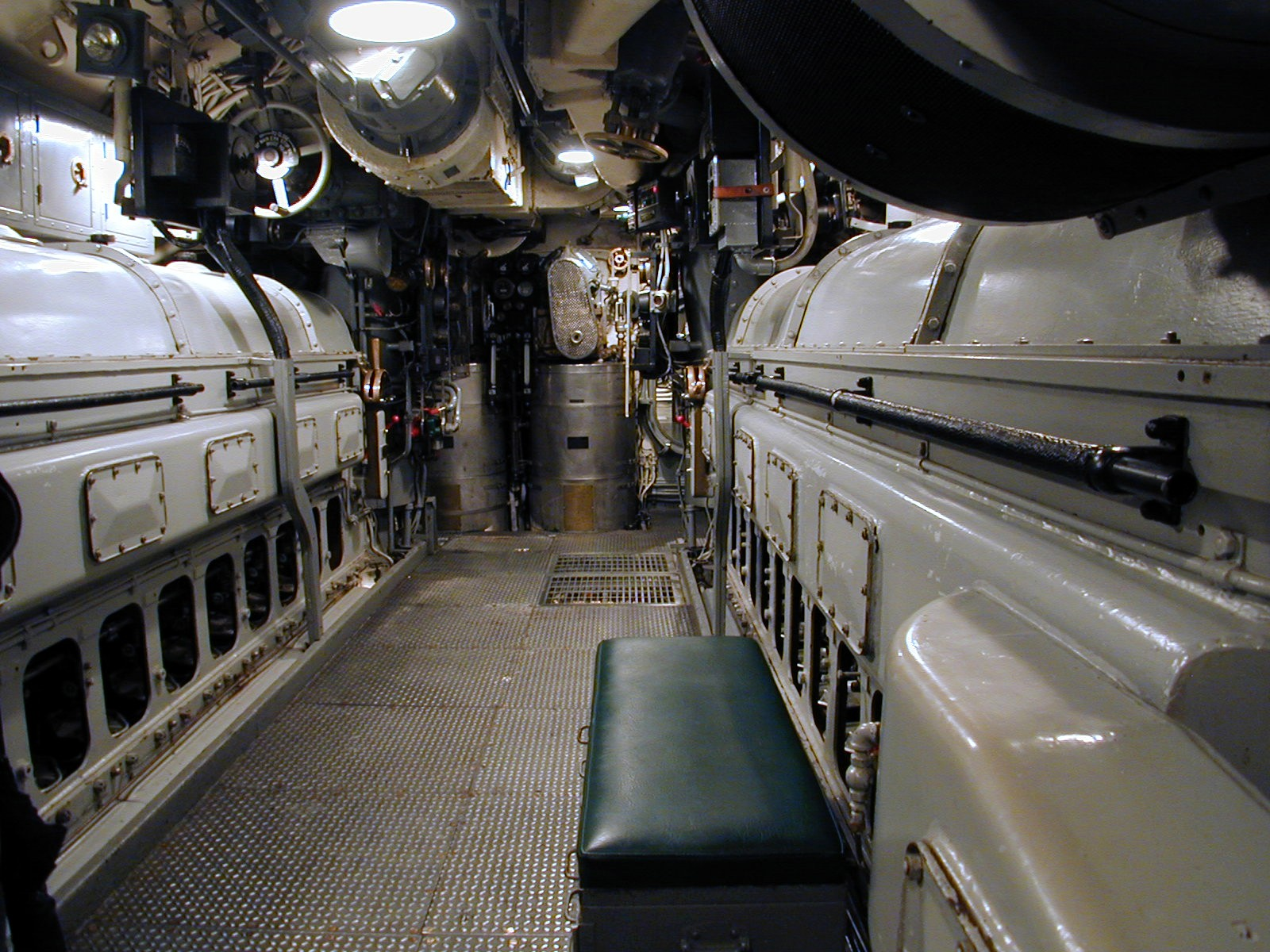
Motore marino Fairbanks-Morse 38 8-1/8 a pistoni opposti

Il primo motore a pistoni opposti fu brevettato da due ingegneri italiani Eugenio Barsanti & Felice Matteucci il 26 febbraio 1858 con il numero di brevetto 700 della allora Piedimonte Brevetti di Torino. Questo motore fu il primo esempio di motore a scoppio, esso aveva un solo cilindro e due pistoni e poteva usare come carburante l'idrogeno o il gas di città Miscela di Co ed N2; non è l'(acetilene) 
miscelato all'aria; questa miscela veniva innescata da una scarica elettrica
(Christopher Dunn, Lost Technologies of Ancient Egypt: Advanced Engineering in the Temples of the Pharaohs)
Nel 1882 James Atkinson sviluppò il ciclo Atkinson, una variante a quattro tempi del ciclo Otto. La prima applicazione di questo motore a pistoni contrapposti, è stato il motore differenziale Atkinson.
I motori a pistoni contrapposti che utilizzano il ciclo a due tempi sono noti per essere stati per la prima volta sviluppati dall'ingegnere Oechelhäuser già nel 1898, quando uno di questi motori a gas a 2 tempi da 600 CV è stato installato presso la ferriera Hörde.
Questi motori sono stati prodotti dalla Deutsche Gesellschaft Kraftgas sin dal 1899, e poi prodotti da altre società su licenza, tra cui la William Beardmore & Sons Ltd nel Regno Unito.
Il primo esempio di motore a pistoni opposti per usi automobilistici risale ai primi anni del 1900; quando nel 1904 un'auto Gobron-Brillié ottenne il record di velocità con 152,5 km/h e il 17 luglio 1904 superò le 100 mph nel chilometro lanciato.
Il primo diesel a pistoni opposti fu un'invenzione russa di Raymond A. Koreyvo del 1907 per una ditta sita a Kolomna; il suo motore venne però visto in esposizioni internazionali da altri che lo imitarono, violandone la protezione brevettuale. La società evitò di opporsi a ciò sollevando liti giudiziarie internazionali. Questo tipo di motore fu poi ripreso dai russi per la produzione di motori ferroviari, dopo la visione dei motori Junkers Jumo 205 utilizzati da aerei militari tedeschi. In America questo tipo di motore fu sviluppato, già prima della seconda guerra mondiale, dalla Fairbanks-Morse che produsse molti tipi di motori di questo tipo per usi navali.
Una della applicazioni più riuscite del motore a pistoni ed alberi opposti è stata quella della Junker tedesca con i suoi famosi motori della serie Jumo. In particolare lo Junkers Jumo 205 che era un motore aeronautico ad alberi a gomito contrapposti, a ciclo Sabathé (ciclo Diesel due tempi) raffreddato a liquido, venne utilizzato su molti aerei per il suo basso consumo a fronte di un certo peso. Esso per più di mezzo secolo è stato l'unico esempio di successo di motori aeronautici alimentati a gasolio.
Un'altra applicazione di successo è dell'inglese Napier & Son, la quale brevettò e produsse un motore navale a due tempi relativamente leggero e veloce, sovralimentato e funzionante a gasolio, noto come Deltic a causa della disposizione a delta dei tre cilindri contenenti due pistoni contrapposti ciascuno. È noto principalmente per la sua applicazione nell'ambito ferroviario sulle locomotive Class 55 Deltic delle British Railways. Grazie a regimi di rotazione elevati per l'epoca e per la cilindrata (con un minimo a 700 giri/min e un regime di potenza massima di 1500) si dimostrò in grado di far mantenere ai convogli velocità nell'ordine delle 100 miglia orarie (160 km/h).
In Italia applicazioni del motore a pistoni opposti risalgono agli anni 1925 quando la Fiat testò un motore a 4 tempi a cilindri opposti per usi sportivi. Seguì poi l'esperienza della Piaggio sulla Vespa Siluro del record del 1951. Altri esempi in ambito aeronautico e non sono i motori di Ottavio Fuscaldo e Francesco Cassani. Il motore Diesel a pistoni opposti (su licenza Junkers), fu prodotto dalla Lancia in due versioni, a due e poi a tre cilindri per l'autocarro militare Ro negli anni 30.

## Tecnologia
I pistoni nella fase di compressione si avvicinano e nella fase di espansione si allontanano, al contrario del motore a cilindri contrapposti, con cui non va confuso, dove vi sono due testate e i pistoni durante la compressione si allontanano tra loro (vedi schema).
Questa variegata famiglia di propulsori ha trovato impiego, nelle sue molteplici tipologie costruttive, sia in campo terrestre, che in campo marino oltre che aeronautico.
Questi motori possono essere sia a ciclo a 4 tempi che a ciclo a 2 tempi.
Vengono spesso chiamati motori "tipo Junkers", dal nome della azienda tedesca che ha sviluppato in particolare il tipo: a doppio albero motore o motore ad alberi contrapposti raggiungendo, a cavallo tra le due guerre mondiali, un livello funzionale e prestazionale notevole.
L'immissione della miscela di combustibile nel cilindro comporta generalmente una pompa di lavaggio, che invia la stessa a delle opportune luci di travaso; si usa in genere un compressore volumetrico, quasi sempre del tipo a lobi (Roots), ma non mancano esempi di impiego di pompe alternative e di compressori centrifughi.
In alcuni casi si utilizzano anche, in aggiunta a quelli comandati meccanicamente, dei compressori mossi dai gas di scarico (cioè dei turbo).

### Vantaggi
- Uno dei vantaggi più interessanti di questa tipologia motoristica è la compattezza in relazione al basso peso e alle prestazioni elevate espresse.
- Minor dispersione termica attraverso le pareti del cilindro, con maggiore resa termodinamica.
- Dimezzamento della superficie della camera di combustione.
- Il motore OP con ciclo a due tempi ha una elevata potenza specifica, cosa che lo ha reso popolare in applicazioni marine, militari terrestri e talvolta aeronautiche.
- Più favorevole curva di Coppia motrice del motore, perché essa è strettamente collegata al riempimento volumetrico del cilindro.
- I collettori di aspirazione e di scarico possono essere dislocati su tutta la circonferenza del cilindro, con minor asimmetrie di temperature sullo stesso.[15]
- Il motore ha minori masse complessive.[16]

### Svantaggi
- Alta quantità di particolato emesso dal motore per le più ampie necessità di lubrificazione richieste da questa tipologia motoristica.(Senza fonte)
- Minore durata del motore per l'elevato carico e stress termico sullo scarico, occorrono materiali tecnologicamente più prestazionali per la costruzione.[17]
- Coppia motrice fortemente pulsatile rispetto ad un motore a due tempi convenzionale con uguale numero di pistoni.[18]

## Varianti

Diagramma animato della disposizione del motore Deltic

Di questo schema costruttivo esistono diverse tipologie, differenti per impiego, complessità e prestazioni:
Pistone libero
- Generatore a gas libero
- Alternatore lineare
- Ad aria compressa
- A trasmissione idrostatica

Singolo albero motore
- A singolo albero motore con trasmissione a catena
- A due manovelle
- A tre manovelle
- A bilancieri piegati
- A bilancieri piegati e centro snodato

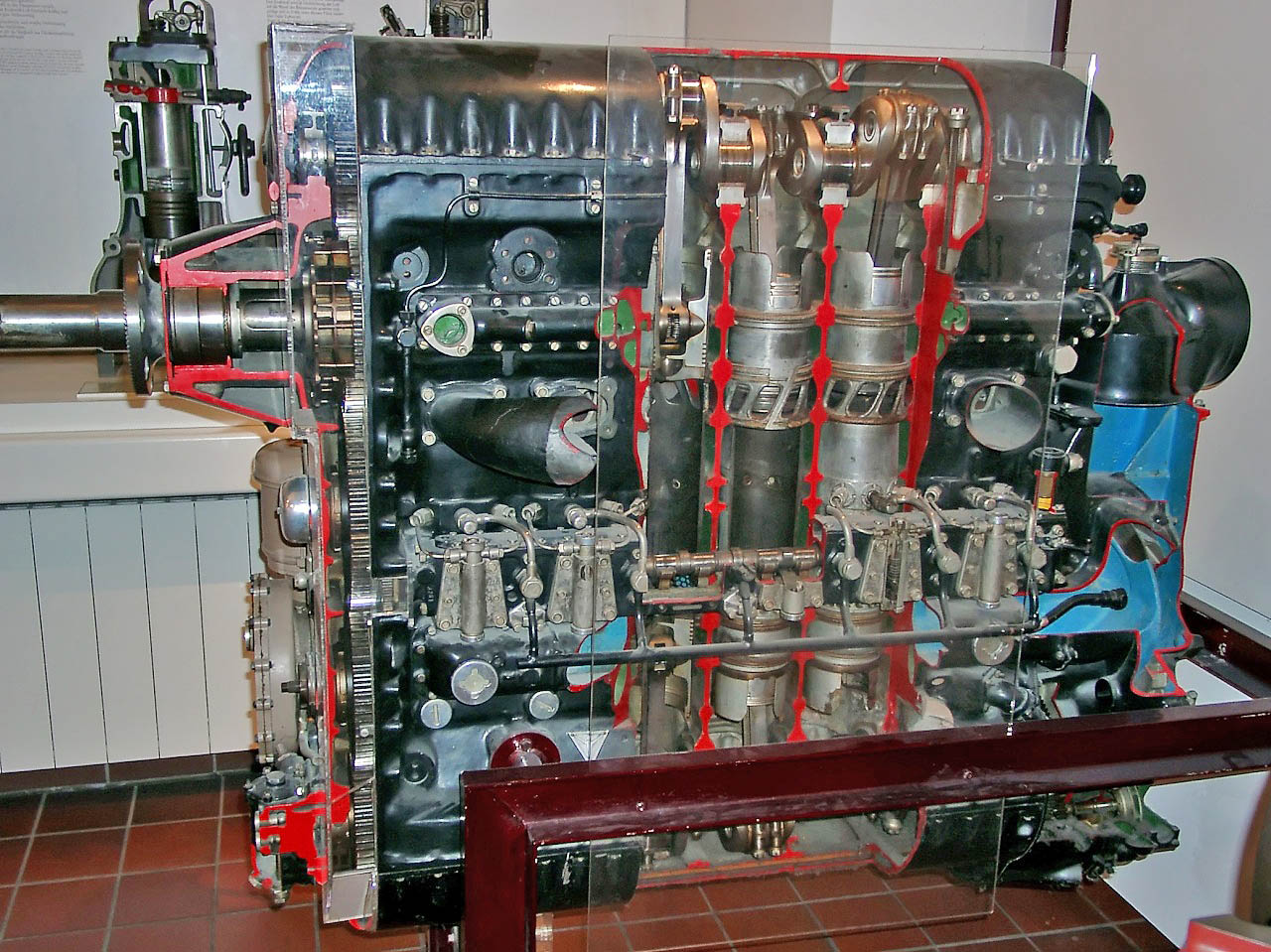
Junkers Jumo 205 motore aeronautico

- A cilindro piegato

Doppio albero motore o motore ad alberi contrapposti o tipo Junkers
- Trasmissione ad ingranaggi
- A riduttori con coppia conica
- A cilindro piegato
- A collegamento a rombo
- A catena di trasmissione

Alberi motore multipli
- A tre alberi motore triangolari
- A tre alberi motore a stella
- A quattro alberi a gomito

Rotativi
- Oscillatori

Motori Barrel
- A piastra Swash
- A CAM

Motori a 6 tempi (M4 + 2)
I motori M4 + 2 sono strutturati con da due pistoni contrapposti disposti in un cilindro. Uno dei pistoni si muove con una frequenza pari alla metà della frequenza dell'altro pistone. Questo tipologia di motore ha eliminato il meccanismo della valvola, sostituendolo con luci di travaso e di scarico, così da ottenere un alto rapporto di compressione.

## Applicazioni

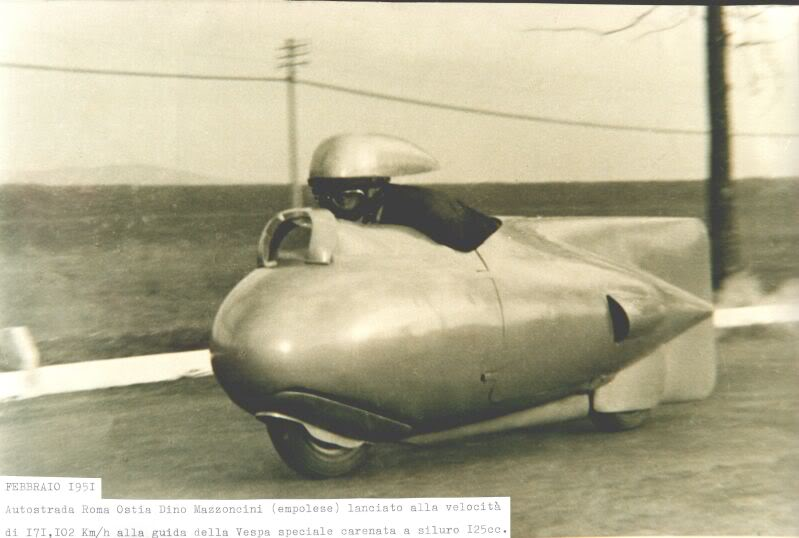
Dino Mazzoncini sulla Vespa siluro durante il record Km lanciato del 9 febbraio 1951, sulla Roma-Ostia

Nel 1925-6 la Fiat di Torino studiò, per un'auto da competizione, il motore Fiat tipo 451, da 1 500 cc a 6 cilindri (da 250 cc ciascuno) a pistoni opposti, che era capace di una potenza di 112 kW. Questo motore potrebbe aver successivamente influenzato i tecnici della Piaggio nel creare il motore da 125 cc a pistoni opposti per la Vespa siluro che realizzò il record di velocità sul Km lanciato nel 1951.
La Piaggio con la Vespa da record (Vespa siluro) il 9 febbraio 1951 raggiunse i 171 km/h sul chilometro lanciato.
I progettisti Corradino D'Ascanio e Vittorio Casini sfruttarono l'idea di un motore a pistoni opposti, suggeriti dall'esperienza precedentemente sviluppata, sia pure con un'altra architettura, dall'azienda di motociclette tedesca DKW su un modello d'ante guerra la DKW KS-1. Essi progettarono un motore che aveva una potenza di circa 20 CV, con soli 125 cc di cilindrata e con una potenza specifica,  per l'epoca elevatissima, di circa 190 CV/litro.
Curiosamente le caratteristiche del motore rimasero celate per diversi anni.
L'ingegnere Ottavio Fuscaldo nel 1935 mise a punto un motore a pistoni opposti a 3 cilindri a due tempi e 6 pistoni, detto motore revolver Fuscaldo, dove due pistoni si muovono su cilindri paralleli tra loro e permettendo che all'interno del blocco motore possa passare la canna di una mitragliatrice.
Il motore era alimentato da un carburatore e da un compressore volumetrico, le sue dimensioni erano:
- Alesaggio: 60 mm
- Corsa: 2 x 60 mm
- Cilindrata totale 1 020 cc
- Giri motore max 4 000 giri/min
- Potenza 40 hp
- Peso complessivo 105 kg (compreso di scarico, cappottatura, accessori vari ed elica a passo variabile).

Il motore Cassani a 8 cilindri e 16 pistoni opposti, prodotto nel 1937 e progettato da Francesco Cassani ne riprende il principio ingegneristico. Un esemplare del Cassani B8/110 è presente al Museo nazionale della scienza e della tecnologia Leonardo da Vinci di Milano, questo motore fa parte di una famiglia di motori simili che l'ingegnere Cassani produsse per la SAME.

### Applicazioni recenti

#### Motore Ecomotors OPOC (Pistone Opposto Cilindro)

Schema del motore OPOC, con pistoni opposti e cilindri opposti

La Ecomotors ha prodotto un motore brevettato che consiste in un motore boxer a cilindri contrapposti a due tempi senza candela, con pistoni che lavorano senza testata ma si oppongono a pistoni opposti, poi con un sistema di ingranaggi il moto è trasferito all'albero motore centrale. Il motore regola l'afflusso di carburante con un turbo compressore elettrico, inoltre garantirebbe un'ampia modularità per svariate applicazioni. (vedi schema)

#### Achates Power, Inc
La Achates Power, Inc. ha realizzato un motore a 3 cilindri e sei pistoni opposti con ciclo a due tempi ad accensione spontanea, con cilindro e pistone brevettati; motore capace di funzionare con combustibili ottenuti da biomasse, semi di soia, alghe e altre fonti.

#### Pinnacle
la Pinnacle Motors Inc. ha creato un motore con un'architettura a quattro tempi, con accensione a candela, a pistoni opposti, con doppio albero a gomiti e valvola a fodero. Esso trova applicazioni in diversi settori tecnologici.

#### Gemini-100/125 Diesel Aereo
La società Gemini Diesel ha sviluppato un motore aeronautico a pistoni contrapposti a tre cilindri senza candela. I suoi vantaggi sono la leggerezza la compattezza, l'ottimo rendimento, la facilità di revisione e la possibilità di utilizzare kerosene; sono prodotte due versioni da 100 o 150 CV.

#### Motore Golle
Il motore Golle è un motore progettato dall'ing. tedesco Golle; si tratta di un motore a pistoni opposti collegati tramite alberi a gomito, ha due tempi con candela ed ha una lubrificazione a grafite a grana fine. I vantaggi sono un minor inquinamento e una lubrificazione teoricamente di durata infinita.

#### Carmag GmbH
Questo motore a pistoni opposti, ha la particolarità di utilizzare una cinghia di trasmissione invece che ingranaggi o catena, ed ha i pistoni in materiali compositi a base di magnesio e carbonio; questo motore non ha avuto sviluppi, mentre i pistoni sono usati in ambito sportivo.

#### Kharkiv Morozov
L'azienda Ucraina Kharkiv Morozov utilizza i suoi motori a pistoni opposti con compressore centrifugo, sui carri armati T-72, T-84 e T-90, che nella versione più performante arrivano ad erogare fino a 1 200 CV.
Questo è un motore multi-carburante,  che pesa 1,2 t e consuma 218 g/kWh di gasolio.

#### Diesel Air Limited
L'azienda inglese Diesel Air Limited ha messo a punto un motore diesel aeronautico a pistoni opposti, dotato di alberi a gomito separati e un giunto ad ingranaggi come aveva il motore Junkers Jumo 205; esso ha una cilindrata di 1,8 litri e pesa 93 kg.